# Jardin Boufflers
Le jardin Boufflers est un jardin du centre ville de Metz situé derrière le palais de Justice, entre l’Esplanade, le boulevard Poincaré et la rue de la Garde.

## Histoire
À l’origine un jardin de la Haute-Pierre s’étend derrière la grande maison et la rue du même nom. Il sert de potager lorsque l’hôtel de la Haute-Pierre devient la demeure des gouverneurs de la province. 
Le gouverneur des Trois-Évêchés Louis-François de Boufflers le rend public en 1687. La ville donne au jardin son nom en souvenir de cette libéralité.

## Environnement
Sa création date du remblaiement de la Citadelle de Metz aux alentours de 1815[réf. nécessaire]. Il est planté d'énormes tilleuls et chênes et offre une vue plongeante sur le plan d’eau Saint-Symphorien et l’île du Saulcy.

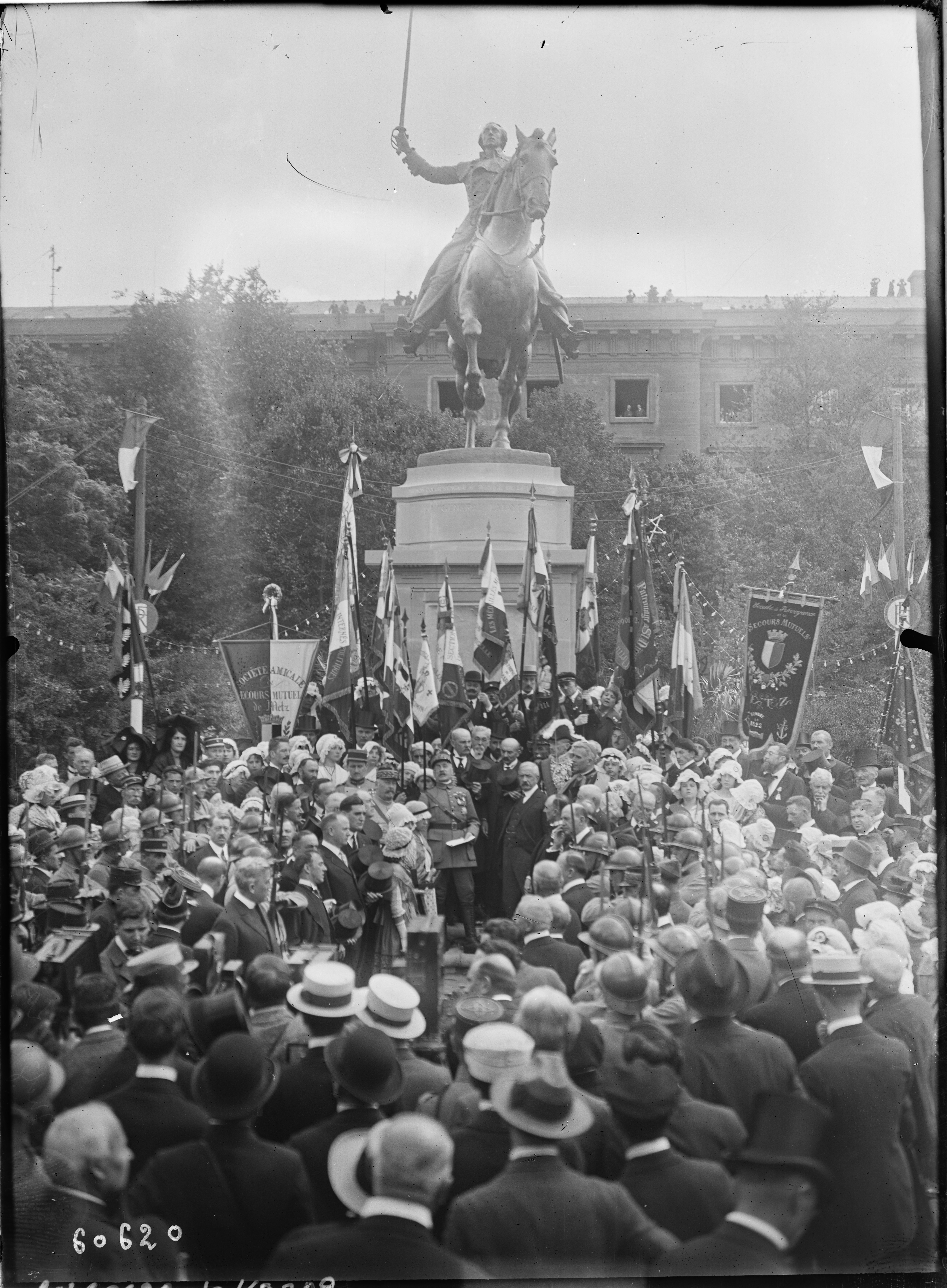
Inaugurée en 1921 par Ferdinand Foch.

Une statue équestre monumentale du sculpteur Claude Goutin rend hommage au marquis de La Fayette qui avait décidé de rejoindre l’armée révolutionnaire américaine à cet endroit. 
À côté de ce jardin se trouve celui de l’Esplanade par lequel on accède la basilique Saint-Pierre-aux-Nonnains, à la terrasse de l’Arsenal, ainsi qu’à la Chapelle de Metz et au palais du Gouverneur.
Inventaire des trois chênes remarquables du site : http://www.monumentaltrees.com/fr/fra/moselle/metz/12132_jardindesboufflers/